# Diócesis de Uruguayana
La diócesis de Uruguayana (en latín: Dioecesis Uruguaianen(sis) y en portugués: Diocese de Uruguaiana) es una circunscripción eclesiástica latina de la Iglesia católica en Brasil, sufragánea de la arquidiócesis de Santa María. La diócesis tiene al obispo Clésio Facco, S.A.C. desde el 28 de mayo de 2025. 

## Territorio y organización
La diócesis tiene 35 439 km² y extiende su jurisdicción sobre los fieles católicos de rito latino residentes en 13 municipios del estado de Río Grande del Sur: Barra do Quaraí, Uruguayana, Quaraí, Alegrete, Itaqui, Maçambara, São Borja, Itacurubi, Manoel Viana, São Francisco de Assis, Unistalda, Santiago y Capão do Cipó.
La sede de la diócesis se encuentra en la ciudad de Uruguayana, en donde se halla la Catedral de Santa Ana.
En 2020 en la diócesis existían 16 parroquias agrupadas en 3 áreas pastorales: Uruguayana, São Borja y Santiago.

## Historia
La diócesis fue erigida el 15 de agosto de 1910 con la bula Praedecessorum Nostrorum del papa Pío X, obteniendo el territorio de la diócesis de São Pedro do Rio Grande, que al mismo tiempo fue elevada al rango de arquidiócesis metropolitana con el nombre de arquidiócesis de Porto Alegre.
El obispo José Newton de Almeida Baptista estableció el seminario diocesano del Sagrado Corazón y promovió el primer congreso eucarístico diocesano en 1947.
En 1957 el obispo Luiz Felipe de Nadal obtuvo del papa Pío XII que, junto con san Miguel Arcángel, la diócesis también podía venerar a la Virgen María como patrona con el título de Nuestra Señora Conquistadora.
El 25 de junio de 1960 cedió una parte de su territorio para la erección de la diócesis de Bagé mediante la bula Qui divino consilio del papa Juan XXIII.
El 22 de mayo de 1961 cedió otra parte de su territorio para la erección de la diócesis de Santo Ângelo mediante la bula Apostolorum exemplo del papa Juan XXIII.
El 20 de agosto de 1962 cedió la parroquia de Säo Pedro de Pontäo en el municipio de Tupanciretã a la diócesis de Santa María (hoy arquidiócesis) mediante el decreto Erecta nuper de la Congregación para los Obispos.
En 2001 cedió la parroquia y el territorio municipal de Santo Antônio das Missões a la diócesis de Santo Ângelo.
Originalmente sufragánea de la arquidiócesis de Porto Alegre, el 13 de abril de 2011 pasó a formar parte de la provincia eclesiástica de la arquidiócesis de Santa María.

## Estadísticas
De acuerdo al Anuario Pontificio 2021 la diócesis tenía a fines de 2020 un total de 382 900 fieles bautizados.
| Año                                                                             | Población            | Población | Población      | Sacerdotes | Sacerdotes    | Sacerdotes    | Bautizados por sacerdote | Diáconos permanentes | Religiosos | Religiosos | Parroquias |
| Año                                                                             | Bautizados católicos | Total     | % de católicos | Total      | Clero secular | Clero regular | Bautizados por sacerdote | Diáconos permanentes | Varones    | Mujeres    | Parroquias |
| ------------------------------------------------------------------------------- | -------------------- | --------- | -------------- | ---------- | ------------- | ------------- | ------------------------ | -------------------- | ---------- | ---------- | ---------- |
| 1949                                                                            | 600 000              | 641 719   | 93.5           | 76         | 33            | 43            | 7894                     |                      | 97         | 285        | 33         |
| 1962                                                                            | 200 000              | 280 390   | 71.3           | 26         | 20            | 6             | 7692                     |                      | 16         | 138        | 9          |
| 1968                                                                            | 320 000              | 350 000   | 91.4           | 12         | 9             | 3             | 26 666                   |                      | 14         | 169        | 10         |
| 1976                                                                            | 270 000              | 310 000   | 87.1           | 27         | 27            |               | 10 000                   | 2                    | 9          | 110        | 11         |
| 1980                                                                            | 349 000              | 403 000   | 86.6           | 28         | 25            | 3             | 12 464                   | 2                    | 12         | 67         | 12         |
| 1990                                                                            | 388 000              | 426 000   | 91.1           | 23         | 21            | 2             | 16 869                   | 5                    | 11         | 115        | 12         |
| 1999                                                                            | 375 000              | 470 000   | 79.8           | 28         | 25            | 3             | 13 392                   | 2                    | 9          | 94         | 13         |
| 2000                                                                            | 385 000              | 480 000   | 80.2           | 27         | 25            | 2             | 14 259                   | 2                    | 6          | 77         | 15         |
| 2001                                                                            | 398 000              | 450 768   | 88.3           | 27         | 24            | 3             | 14 740                   | 2                    | 7          | 71         | 15         |
| 2002                                                                            | 398 000              | 450 768   | 88.3           | 27         | 24            | 3             | 14 740                   | 1                    | 7          | 72         | 15         |
| 2003                                                                            | 398 000              | 450 768   | 88.3           | 27         | 24            | 3             | 14 740                   | 1                    | 7          | 79         | 16         |
| 2004                                                                            | 323 062              | 434 887   | 74.3           | 21         | 20            | 1             | 15 383                   | 1                    | 8          | 81         | 16         |
| 2010                                                                            | 348 000              | 467 000   | 74.5           | 23         | 21            | 2             | 15 130                   | 1                    | 7          | 61         | 16         |
| 2014                                                                            | 365 000              | 490 000   | 74.5           | 26         | 23            | 3             | 14 038                   |                      | 9          | 54         | 16         |
| 2017                                                                            | 374 200              | 502 300   | 74.5           | 24         | 22            | 2             | 15 591                   |                      | 7          | 46         | 16         |
| 2020                                                                            | 382 900              | 514 000   | 74.5           | 26         | 24            | 2             | 14 726                   |                      | 6          | 48         | 16         |
| Fuente: Catholic-Hierarchy, que a su vez toma los datos del Anuario Pontificio. |                      |           |                |            |               |               |                          |                      |            |            |            |

## Episcopologio
- Hermeto José Pinheiro † (12 de mayo de 1911-3 de noviembre de 1941 falleció)
  - Sede vacante (1941-1944)
- José Newton de Almeida Baptista † (10 de junio de 1944-5 de enero de 1954 nombrado arzobispo de Diamantina)
- Luiz Felipe de Nadal † (9 de mayo de 1955-1 de julio de 1963 falleció)
- Augusto Petró † (12 de marzo de 1964-5 de julio de 1995 retirado)
- Pedro Ercílio Simon † (5 de julio de 1995-16 de septiembre de 1998 nombrado obispo coadjutor de Passo Fundo)
- Ângelo Domingos Salvador, O.F.M.Cap. (26 de mayo de 1999-27 de junio de 2007 retirado)
- Aloísio Alberto Dilli, O.F.M. (27 de junio de 2007-13 de julio de 2016 nombrado obispo de Santa Cruz do Sul)
- José Mário Scalon Angonese (31 de mayo de 2017 - 2 de mayo de 2024)
- Clésio Facco, S.A.C., desde el 28 de mayo de 2025